# Окпосо, Кайл
Кайл Генри Эрувр Окпосо (англ. Kyle Henry Erovre Okposo; 16 апреля 1988, Сент-Пол, Миннесота, США) — американский хоккеист, крайний нападающий.
Был выбран командой «Нью-Йорк Айлендерс» в 1-м раунде под общим 7-м номером на драфте 2006 года, после того как провёл сезон в Хоккейной лиге США в составе «Де-Мойн Бакканирс», став там самым ценным игроком плей-офф. Помог команде выиграть Кубок Кларка. Бронзовый призёр молодёжного чемпионата мира 2007 года. Обладатель Кубка Стэнли 2024 в составе «Флориды Пантерз».

## Игровая карьера
В своём первом сезоне за команду университета Миннесоты «Голден Гоферc» большую часть игр провёл на позиции центрального нападающего, хотя был ярко выраженным крайним игроком атаки. В июне 2007 года заявил о том, что хочет продолжить обучение в университете, а следовательно продолжит выступать за команду «Голден Гоферc» в сезоне 2007/2008.
Окпосо играл в университетской команде до 17 декабря 2007, пока утром того дня не объявил партнёрам по клубу о своём желании покинуть команду. Вскоре после того как «островитяне» договорились с «Миннесота Голден Гоферc» было объявлено о том, что Кайл начнёт профессиональную карьеру за «Нью-Йорк Айлендерс», после окончания текущего семестра. Решение Окпосо оставить учёбу в университете было достаточно спорным. Позже генеральный менеджер «Айлендерс» Гарт Сноу в интервью газете Star Tribune  рассказал о том, что руководство «Островитян» оказалось не слишком довольно сложившейся ситуацией вокруг нападающего, так как фактически берут ответственность на себя за его дальнейшее развитие в качестве игрока, а значит не могут гарантировать, что Кайл будет играть в основном составе, и не имея диплома, он в конце концов может остаться ни с чем. В своем ответе на комментарии Гарта Сноу, главный тренер «Миннесота Голден Гоферc» Дон Лусия подчеркнул важность получения учётной степени ведь много студентов заключают контракты с клубами и играют в лиге, оставив обучение, но важнее было бы окончить университет, чтобы начать успешную карьеру. А сама команда готова дальше продолжать работать чтобы обеспечить своим игрокам возможность реализовать свой потенциал в учебном классе и на льду.
Окпосо подписал контракт-новичка с «Айлендерс» и начал играть в АХЛ за фарм-клуб «островитян» — «Бриджпорт Саунд Тайгерс». Его дебют в НХЛ состоялся 18 марта 2008  года в матче против «Торонто Мейпл Лифс», а уже 21 марта он открыл счёт своим голам в матче против «Нью-Джерси Девилз», распечатав в большинстве ворота Мартина Бродёра. Так же отметился голом в своём заключительном матче регулярного сезона, в дерби против «Нью-Йорк Рейнджерс».
17 сентября 2009 года получил лёгкое сотрясение головного мозга после полученного удара в голову от защитника «Торонто Мейпл Лифс» Диона Фанефа. Вернулся в строй к матчу открытия 3 октября 2009 года.
25 мая 2011 года подписал новый контракт с «Айлендерс» сроком на 5 лет, общей суммой $14 млн, в среднем $ 3,75 млн за сезон.
После окончания контракта с «островитянами» стал неограниченно свободным агентом и заключил 7-летний контракт с «Баффало Сейбрз» на сумму $ 42 млн.
Перед сезоном 2022/23 был назначен каптаном «Баффало Сейбрз» и стал 20-м в истории «Сейбрз».  24 мая 2023 года продлил соглашение с «Баффало» на год и $ 2,5 млн. 
14 ноября 2023 года провёл тысячную игру в НХЛ. 8 марта 2024 года, в последний день дедлайна, был обменян во «Флориду Пантерз» на пик седьмого раунда и защитника Калле Хелина. С «Флоридой» стал обладателем Кубка Стэнли 2024 года. В плей-офф сыграл 17 матчей и набрал 2 очка (0+2).
19 сентября 2024 года официально объявил об завершении карьеры.

## Международные выступления
Играл на молодёжном чемпионате мира в 2007 году в составе команды США, которая заняла 3-е место, а также на чемпионате 2008.
В составе «звёздно-полосатых» играл на трёх чемпионатах мира: 2009, 2010, 2012.

## Достижения

### Командные
| Год  | Команда         | Достижение              | Достижение |
| ---- | --------------- | ----------------------- | ---------- |
| 2024 | Флорида Пантерз | Обладатель Кубка Стэнли |            |

## Статистика
| Легенда | Легенда                    | Легенда | Легенда                   | Легенда | Легенда    |
| ------- | -------------------------- | ------- | ------------------------- | ------- | ---------- |
| И       | Количество проведённых игр | Штр     | Штрафное время            | +/−     | Плюс-минус |
| Г       | Голы                       | П       | Голевые передачи          | О       | Очки       |
| -       | Статистика неизвестна      | —       | Статистика не учитывалась |         |            |

## Вне льда
Отец Кайла Окпосо родом из Нигерии, эмигрировал в США в подростковом возрасте. Позднее получил учёную степень доктора философии. Мать американка.
Семья Кайла в настоящее время проживает в Миннесоте, где Кайл вырос.